# Leichtathletik-Weltmeisterschaften 2015/10.000 m der Frauen

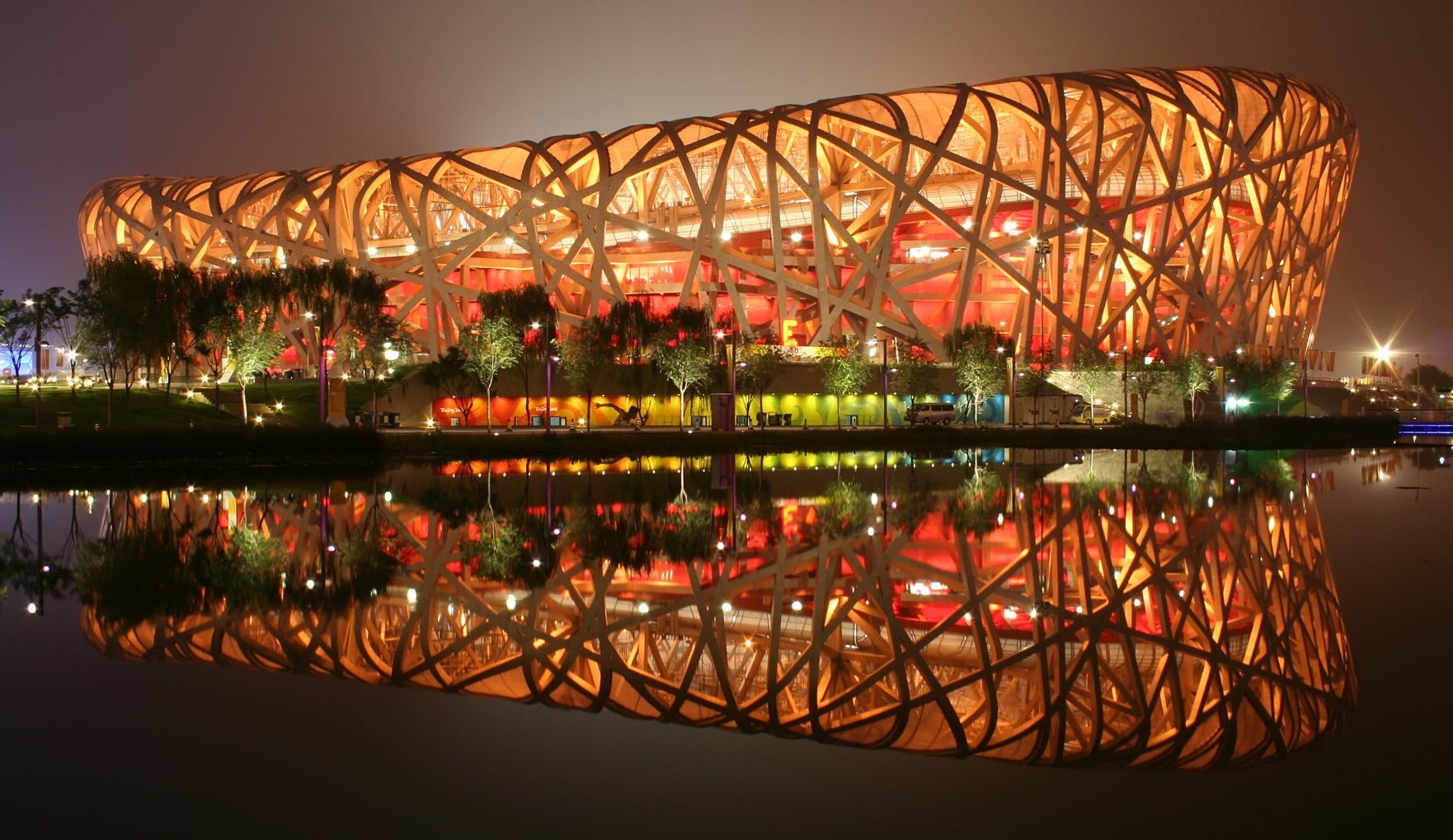
Das Nationalstadion Peking während der Weltmeisterschaften

Der 10.000-Meter-Lauf der Frauen bei den Leichtathletik-Weltmeisterschaften 2015 wurde am 24. August 2015 im Nationalstadion der chinesischen Hauptstadt Peking ausgetragen.
Es siegte die kenianische Weltmeisterin von 2011 und Olympiadritte von 2012 Vivian Cheruiyot. Über 5000 Meter war sie zweifache Weltmeisterin (2009/2011), Vizeweltmeisterin von 2007, Olympiazweite von 2012 und Afrikameisterin von 2010.

Rang zwei belegte die Äthiopierin Gelete Burka, die über 1500 Meter 2008 Afrikameisterin und 2010 Vizeafrikameisterin war.

Bronze ging an die US-Amerikanerin Emily Infeld.

## Bestehende Rekorde
| Weltrekord               | Wang Junxia   | 29:31,78 min | Peking, Volksrepublik China | 8. September 1993 |
| Weltmeisterschaftsrekord | Berhane Adere | 30:04,18 min | WM in Paris, Frankreich     | 23. August 2003   |

Der bestehende WM-Rekord wurde bei diesen Weltmeisterschaften nicht eingestellt und nicht verbessert.
Es gab einen Landesrekord:

32:20,95 min – Juliet Chekwel, Uganda

## Ausgangslage
Wie auch über 5000 Meter waren die beiden Topläuferinnen Tirunesh Dibaba und Meseret Defar nicht mehr dabei. Zu den Favoritinnen in diesem 10.000-Meter-Lauf gehörten wiederum vor allem Läuferinnen aus Afrika wie die Doppelweltmeisterin von 2011 über 5000 und 10.000 Meter Vivian Cheruiyot, die Äthiopierin Belaynesh Oljira als WM-Dritte von 2013 und Olympiafünfte von 2012 sowie Gelete Burka, die äthiopische Olympiavierte von 2012 über 5000 m.

## Rennverlauf
24. August 2015, 20:35 Uhr Ortszeit (14:35 Uhr MESZ)
Nicht nur der Rennbeginn verlief sehr schleppend in diesem Wettbewerb. Das Ganze entwickelte sich zu einem 1000-Meter-Lauf mit 9000 Metern Anlauf. Das Tempo war so ruhig, dass auf den ersten sechs Kilometern mit Nazret Wilou aus Eritrea nur eine einzige Läuferin nicht Anschluss halten konnte. Die einzelnen 1000-Meter-Abschnitte wurden in Zeiten von um 3:10 min durchlaufen. Anschließend fielen bei etwa gleichbleibendem Tempo doch einige Teilnehmerinnen zurück, aber auf den letzten eintausend Metern waren immer noch neun Läuferinnen mit geringem Vorsprung auf die Verfolgerinnen zusammen an der Spitze.
Die US-Amerikanerin Molly Huddle führte das Feld an und beschleunigte nun von der Spitze weg. Acht Athletinnen waren noch zusammen, als es auf die letzten sechshundert Meter ging. Huddle führte vor Burka, Cheruiyot, der Äthiopierin Alemitu Heroye, den beiden Kenianerinnen Sally Kipyego und Betsy Saina sowie den beiden US-Amerikanerinnen Emily Infeld und Shalane Flanagan. Huddle war zwar schneller geworden, aber dieses Tempo forderte den Teilnehmerinnen noch nicht alles ab. Auf der Zielgeraden der vorletzten Runde wurde teilweise in Zweier- und Dreierreihen gelaufen, die Athletinnen suchten jetzt ihre besten Ausgangspositionen. Auf der folgenden Gegengeraden übernahm Burka die Führung. Vor der Zielkurve griff Cheruiyot die Äthiopierin an und die beiden setzten sich von ihren Konkurrentinnen ab. Mit knappem Vorsprung ging Cheruiyot auf die letzten hundert Meter. Ihr folgte Burka, dahinter mit ein paar Metern Abstand weiterhin Huddle. Nur wenig zurück lag Infeld auf Position vier vor Kipyego und Flanagan. Am Ende setzte sich Vivian Cheruiyot im Kampf um den Weltmeistertitel durch, Gelete Burka kam auf den zweiten Platz. Dahinter hatte Molly Huddle ihre Arme schon halb zum Medaillenjubel in die Höhe genommen, doch mit den letzten Schritten zog Emily Infeld auf der Innenbahn noch an ihr vorbei und gewann Bronze. Fünfte wurde Sally Kipyego vor Shalane Flanagan. Die Ränge sieben und acht gingen in dieser Reihenfolge an Alemitu Heroye und Betsy Saina.

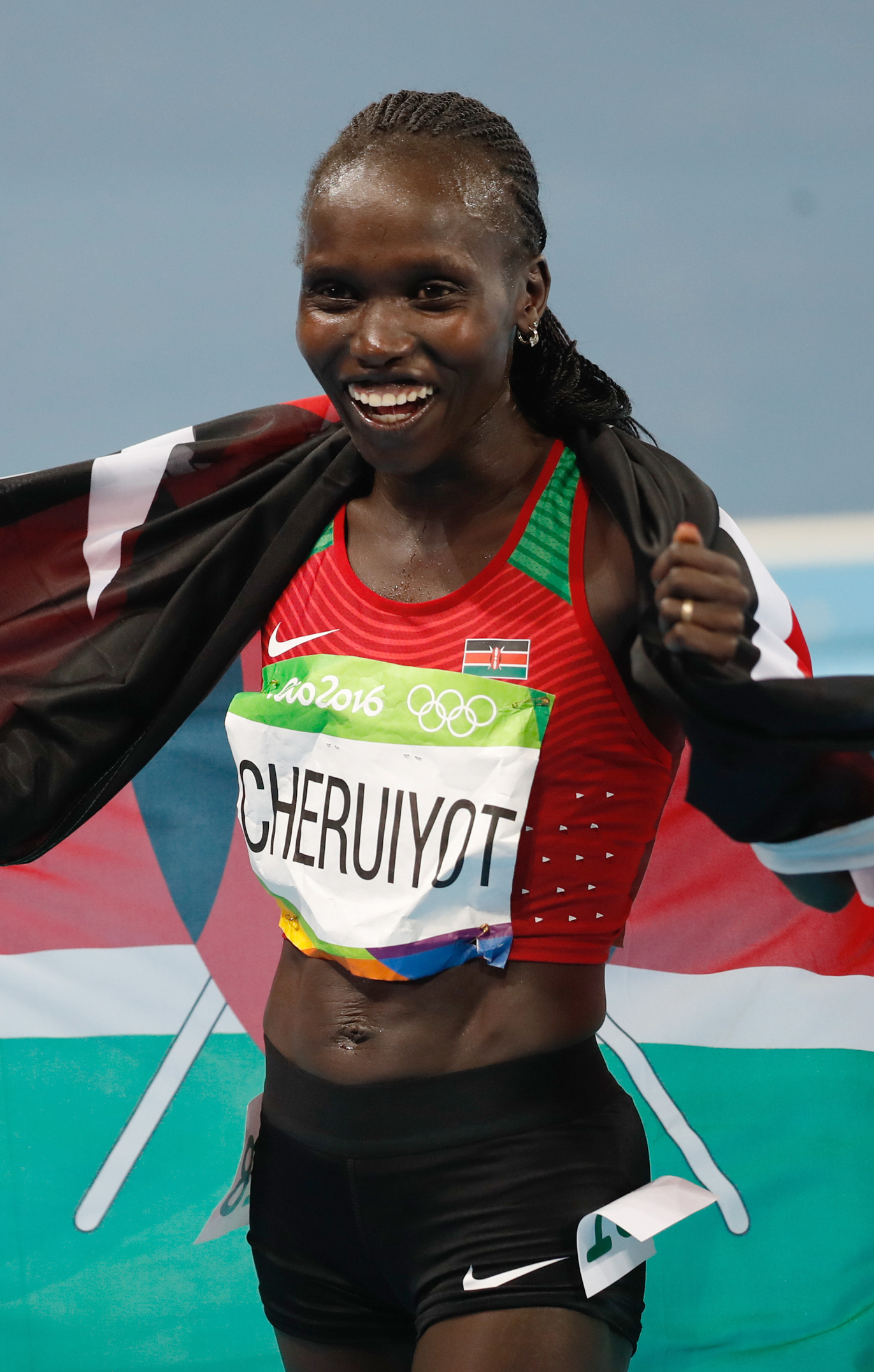
Weltmeisterin Vivian Cheruiyot

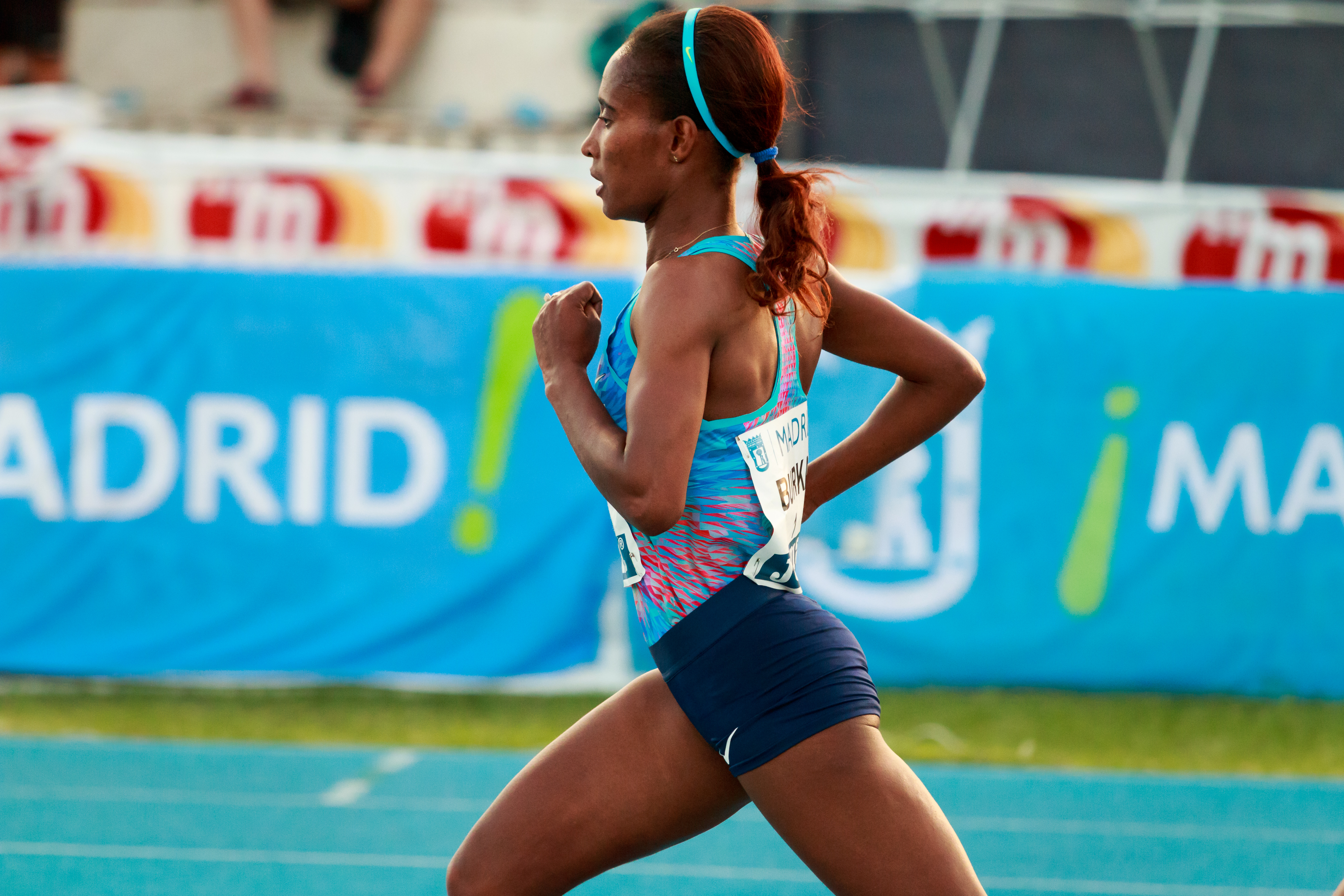
Vizeweltmeisterin Gelete Burka

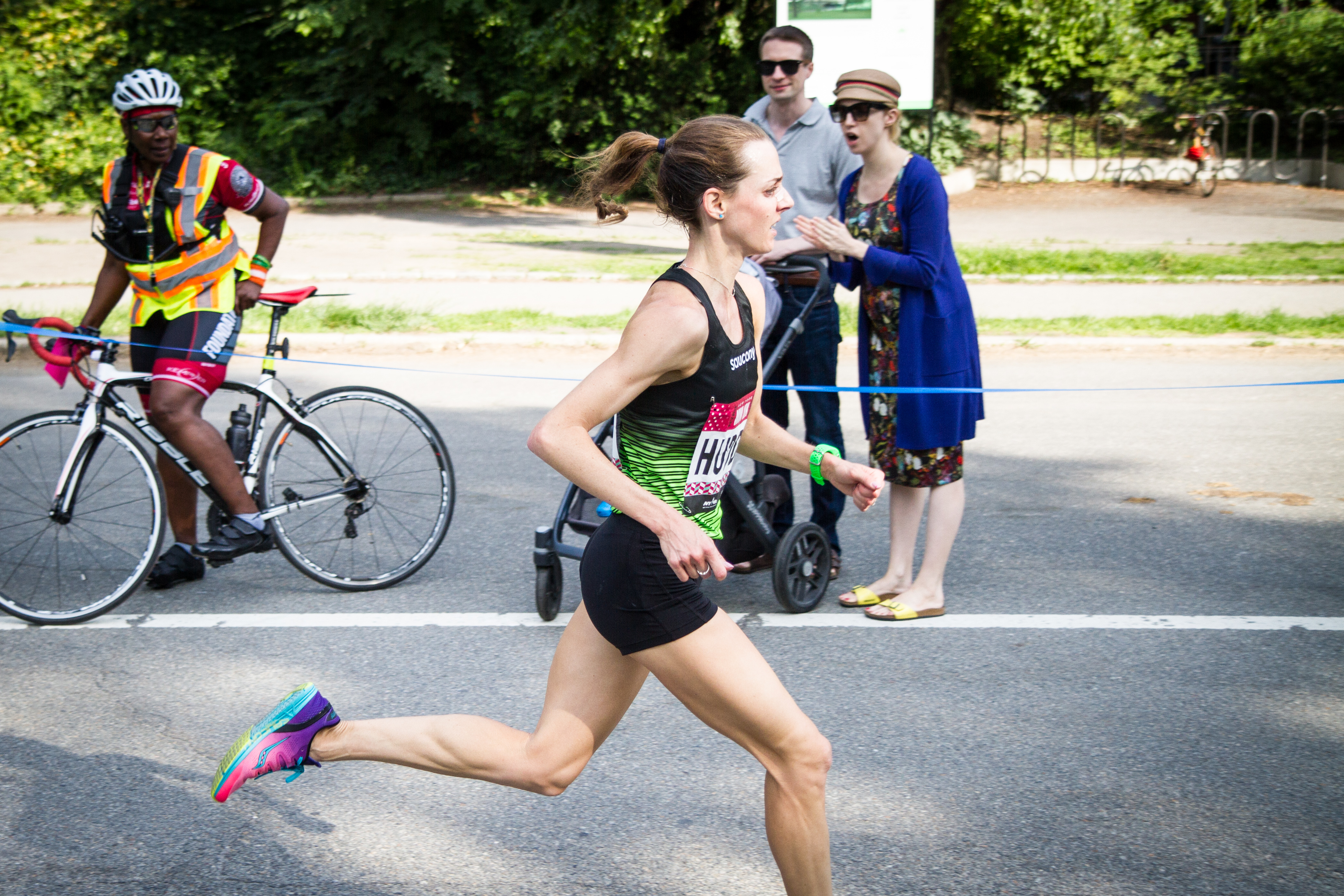
Molly Huddle – hier bei einem Straßenlauf – wurde am Ende Vierte

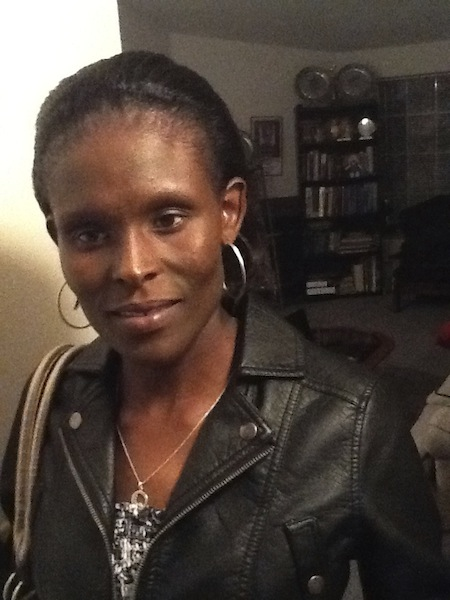
Sally Kipyego belegte Rang fünf

| Zwischenzeiten      | Zwischenzeiten | Zwischenzeiten                                          | Zwischenzeiten |
| Zwischenzeit- Marke | Zwischenzeit   | Führende                                                | 1000-m-Zeit    |
| ------------------- | -------------- | ------------------------------------------------------- | -------------- |
| 1000 m              | 3:13,74 min    | Yuka Takashima mit dem kompletten Feld                  | 3:13,74 min    |
| 2000 m              | 6:27,87 min    | Yuka Takashima mit dem kompletten Feld                  | 3:14,13 min    |
| 3000 m              | 9:40,74 min    | Rei Ohara mit dem kompletten Feld außer Nazret Wilou    | 3:12,87 min    |
| 4000 m              | 12:54,99 min   | Rei Ohara mit dem kompletten Feld außer Nazret Wilou    | 3:14,25 min    |
| 5000 m              | 16:11,99 min   | Rei Ohara mit dem kompletten Feld außer Nazret Wilou    | 3:17,00 min    |
| 6000 m              | 19:23,01 min   | Sara Moreira mit dem kompletten Feld außer Nazret Wilou | 3:11,02 min    |
| 7000 m              | 22:31,01 min   | Alemitu Heroye mit 19 weiteren Läuferinnen              | 3:08,00 min    |
| 8000 m              | 25:43,61 min   | Vivian Cheruiyot mit 12 weiteren Läuferinnen            | 3:12,60 min    |
| 9000 m              | 28:52,55 min   | Molly Huddle in 9-köpfiger Spitzengruppe                | 3:08,94 min    |
| 10.000 m            | 31:41,31 min   | Vivian Cheruiyot                                        | 2:48,76 min    |

## Ergebnis
| Platz | Athletin            | Land                         | Zeit (min)  |
| ----- | ------------------- | ---------------------------- | ----------- |
|       | Vivian Cheruiyot    | Kenia                        | 31:41,31    |
|       | Gelete Burka        | Äthiopien                    | 31:41,77    |
|       | Emily Infeld        | USA                          | 31:43,49    |
| 04    | Molly Huddle        | USA                          | 31:43,58    |
| 05    | Sally Kipyego       | Kenia                        | 31:44,42 SB |
| 06    | Shalane Flanagan    | USA                          | 31:46,73    |
| 07    | Alemitu Heroye      | Äthiopien                    | 31:49,73    |
| 08    | Betsy Saina         | Kenia                        | 31:51,35 SB |
| 09    | Belaynesh Oljira    | Äthiopien                    | 31:53,01    |
| 10    | Susan Kuijken       | Niederlande                  | 31:54,32    |
| 11    | Jip Vastenburg      | Niederlande                  | 32:03,03    |
| 12    | Sara Moreira        | Portugal                     | 32:06,14    |
| 13    | Kasumi Nishihara    | Japan                        | 32:12,95    |
| 14    | Brenda Flores       | Mexiko                       | 32:15,26    |
| 15    | Kate Avery          | Großbritannien               | 32:16,19    |
| 16    | Trihas Gebre        | Spanien                      | 32:20,87    |
| 17    | Juliet Chekwel      | Uganda                       | 32:20,95 NR |
| 18    | Lanni Marchant      | Kanada                       | 32:22,50    |
| 19    | Ana Dulce Félix     | Portugal                     | 32:26,07    |
| 20    | Yuka Takashima      | Japan                        | 32:27,79    |
| 21    | Almensh Belete      | Belgien                      | 32:47,62 SB |
| 22    | Rei Ohara           | Japan                        | 32:47,74    |
| 23    | Natasha Wodak       | Kanada                       | 32:59,20    |
| 24    | Nazret Wilou        | Eritrea                      | 35:14,18 SB |
| DNF   | Alia Saeed Mohammed | Vereinigte Arabische Emirate |             |

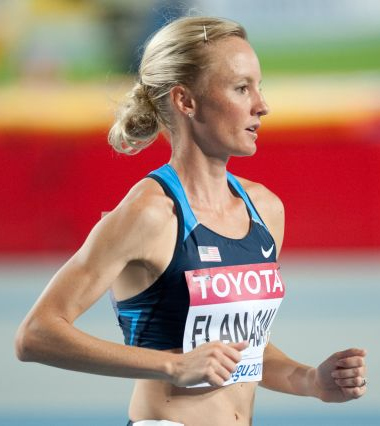
Shalane Flanagan kam auf den sechsten Platz
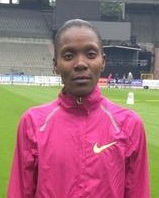
Betsy Saina erreichte Platz acht
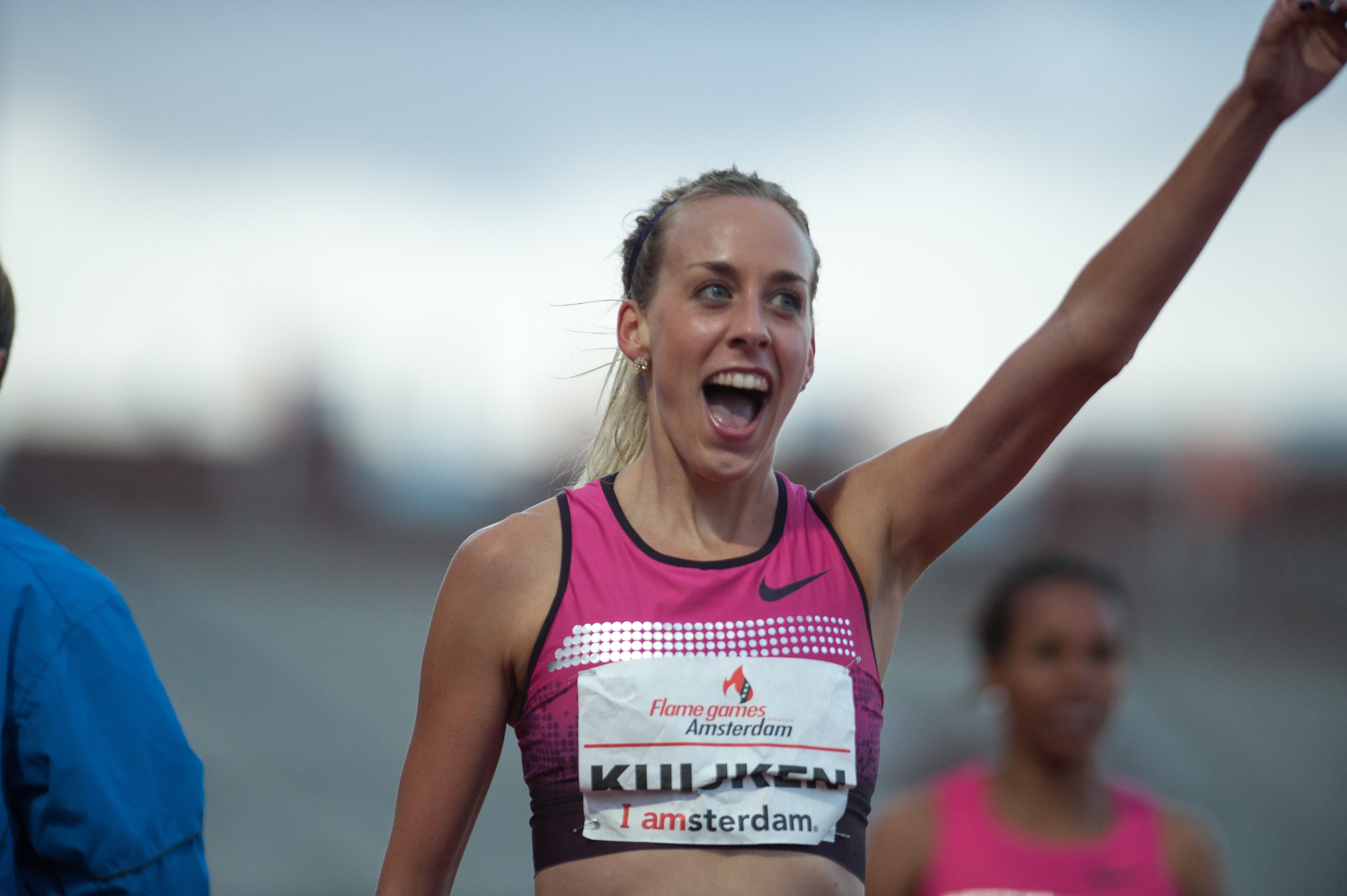
Susan Kuijken wurde Zehnte
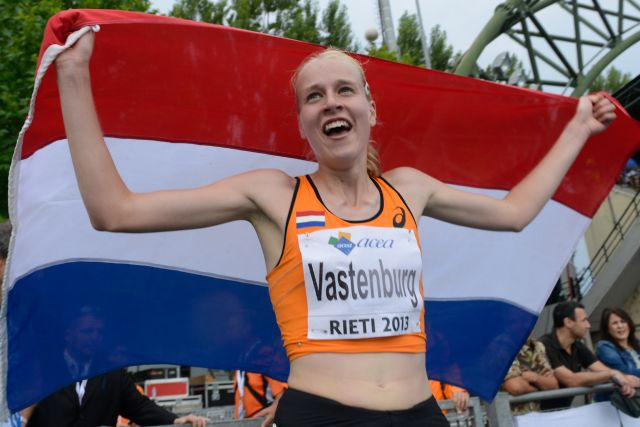
Jip Vastenburg kam auf Rang elf
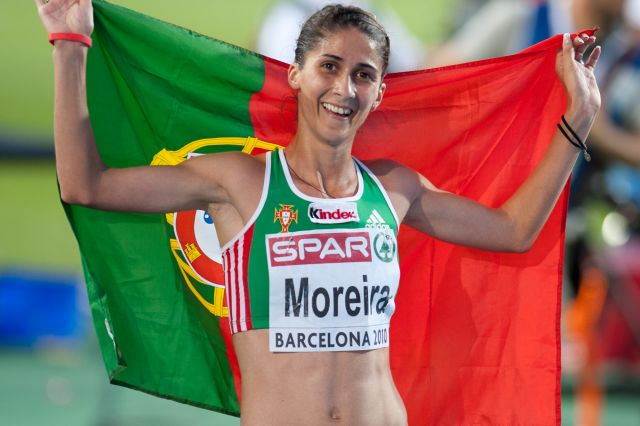
Platz zwölf für Sara Moreira
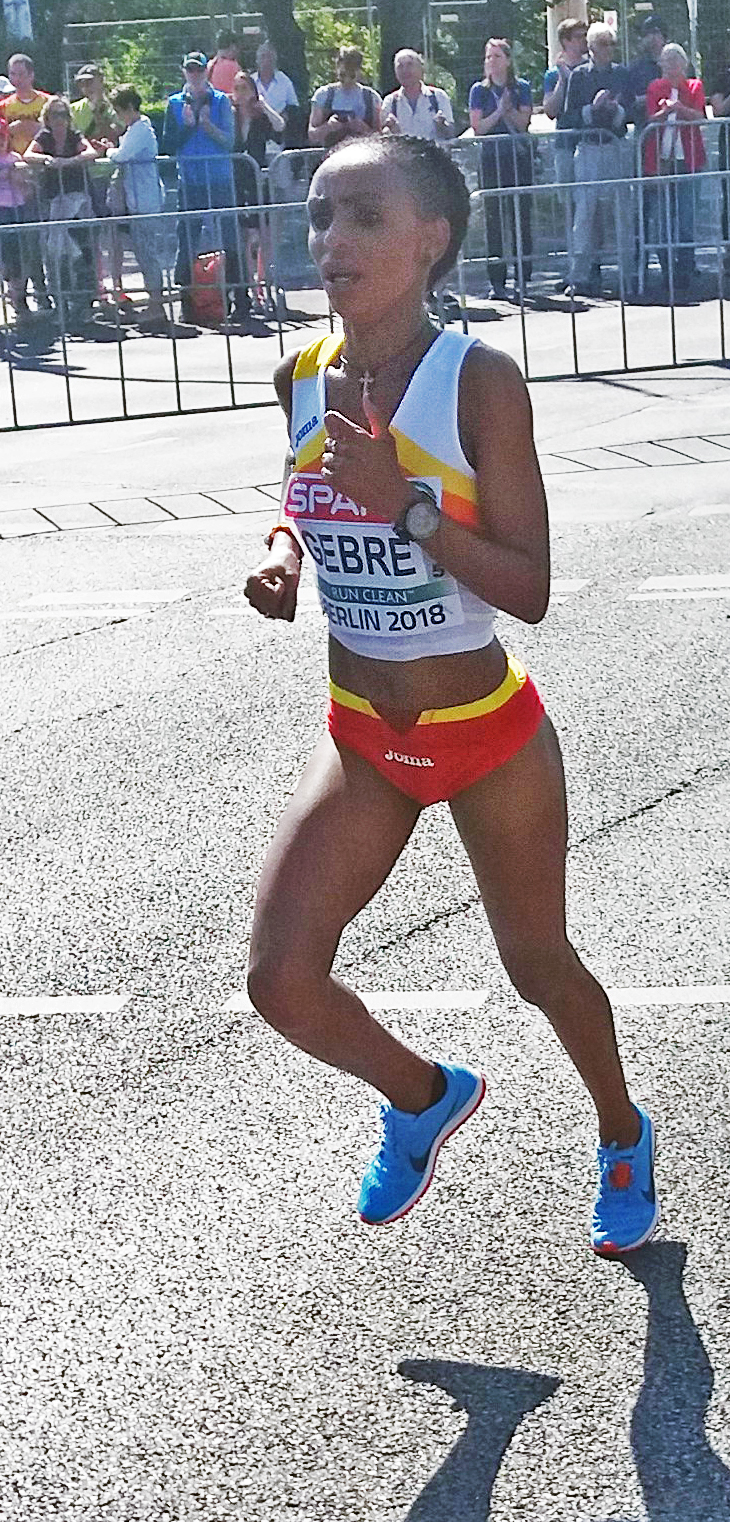
Trihas Gebre – Rang sechzehn

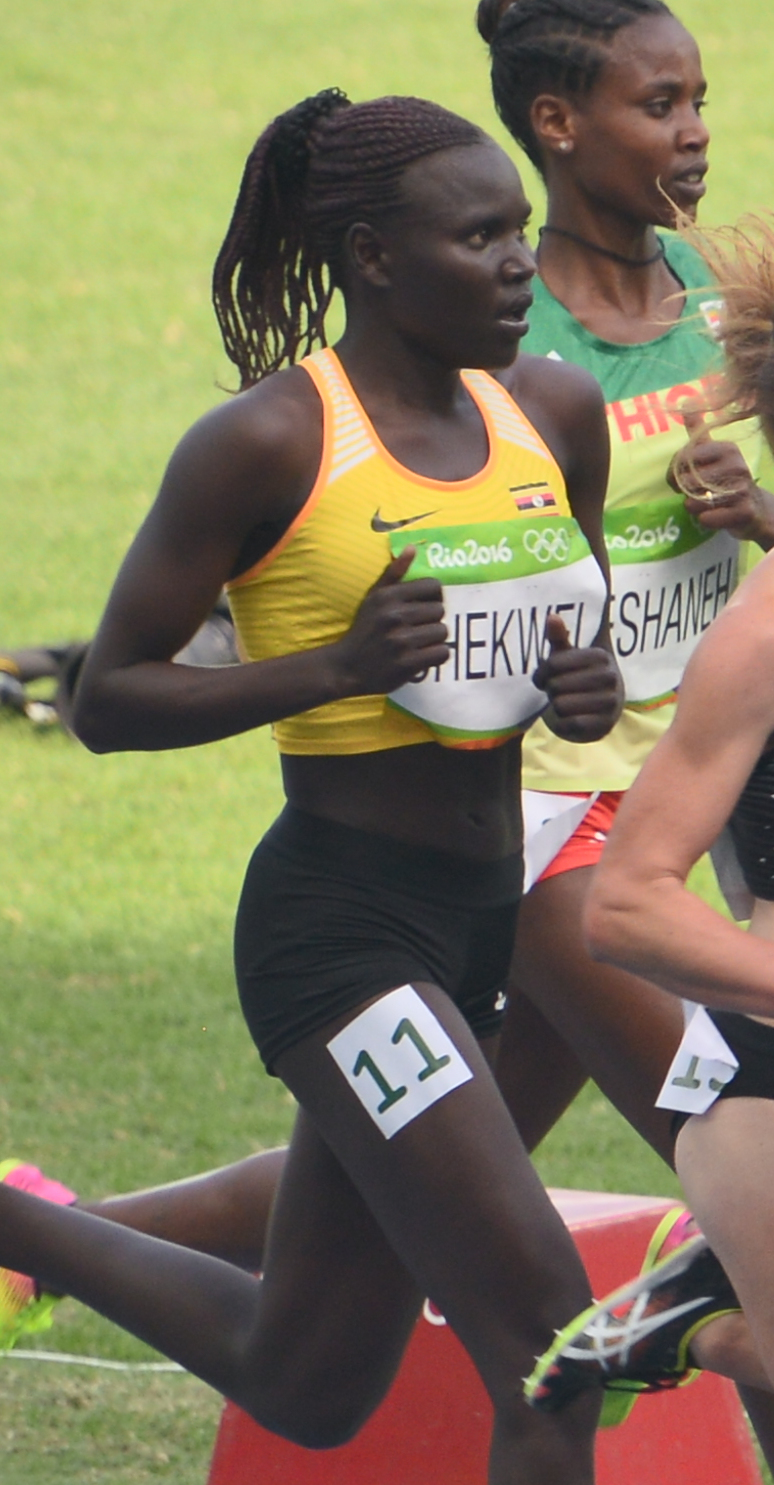
Juliet Chekwel erreichte Platz siebzehn
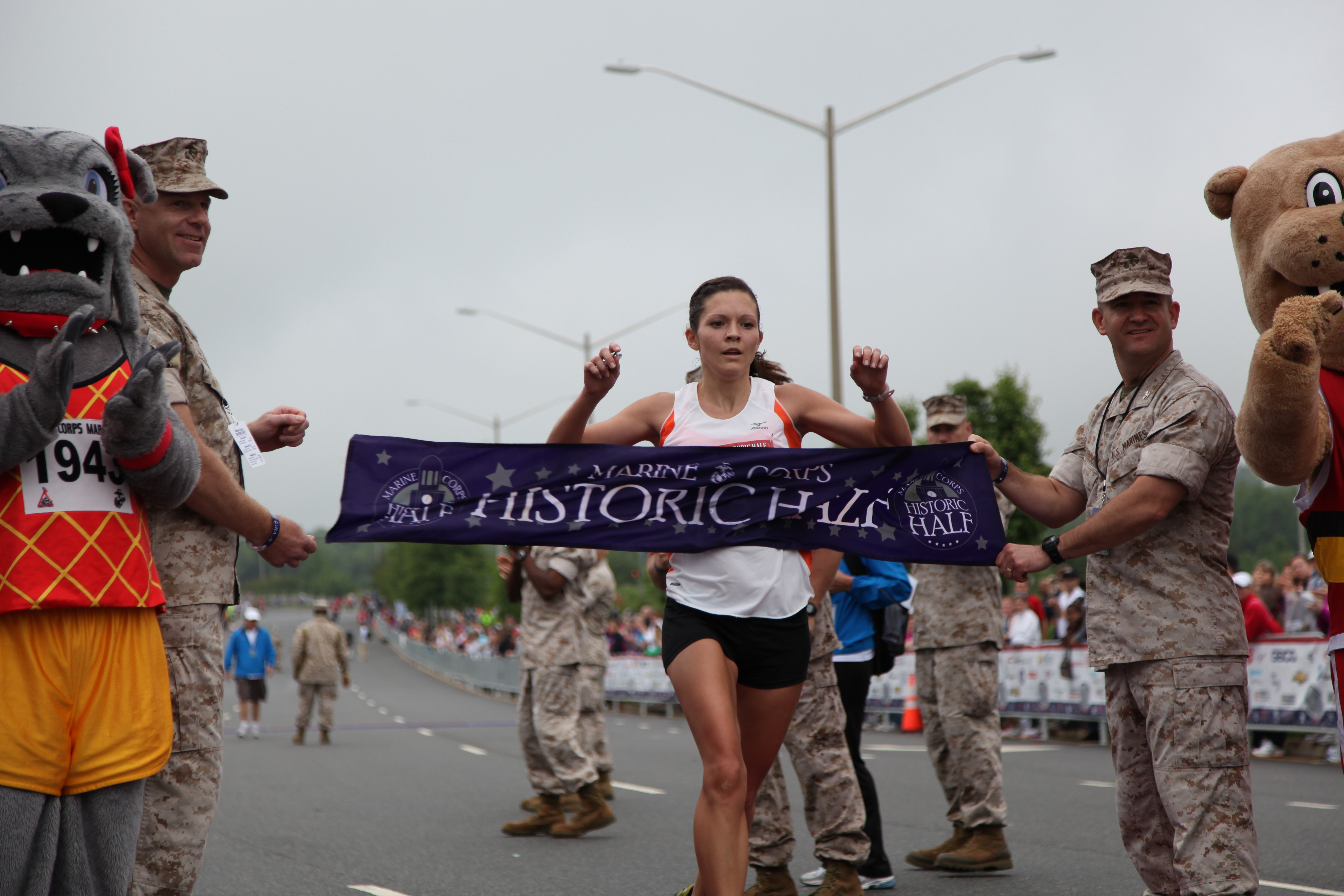
Lanni Marchant (hier als Siegerin bei einem Straßenlauf) – Rang achtzehn
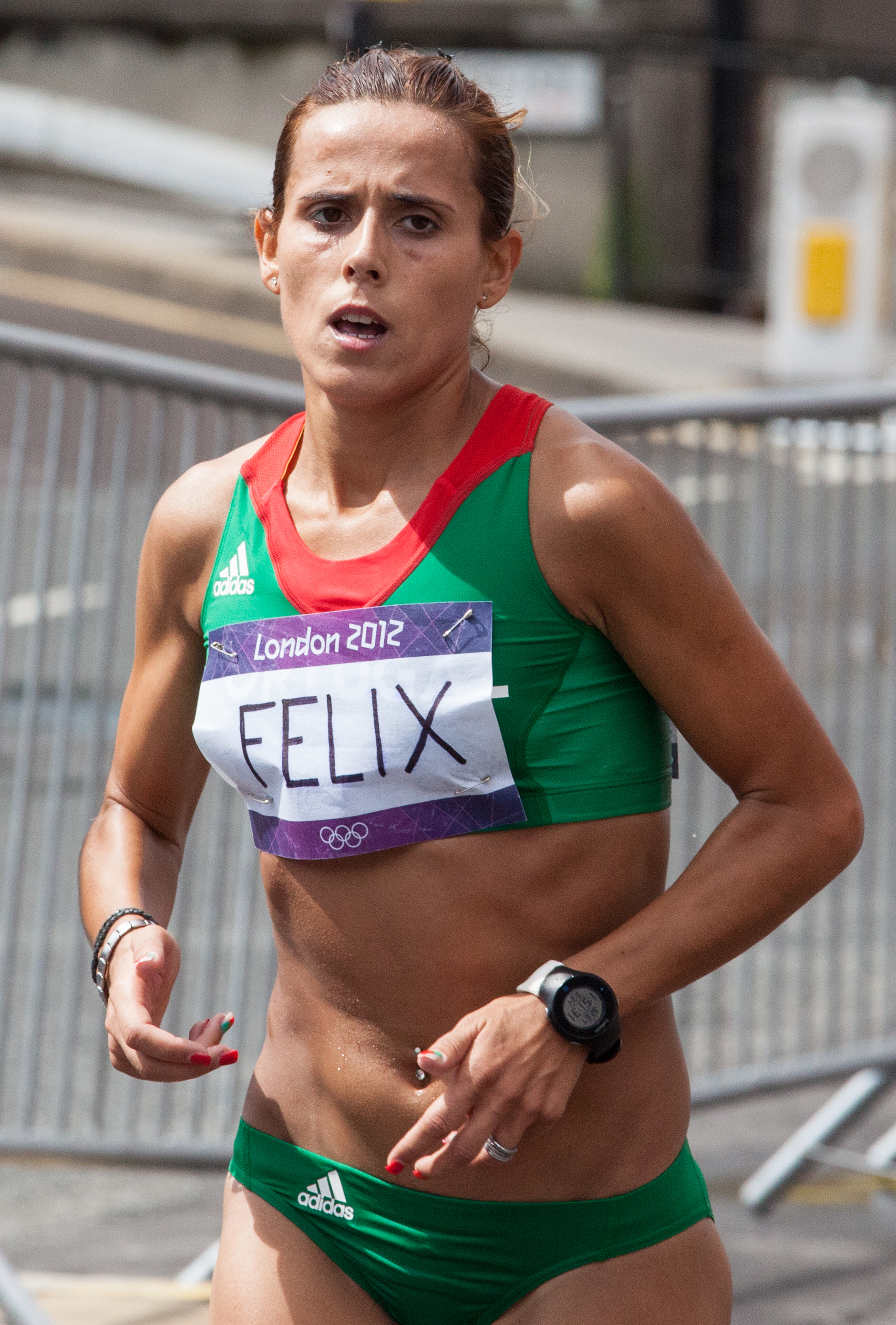
Die Europameisterin von 2012 Ana Dulce Félix wurde Neunzehnte
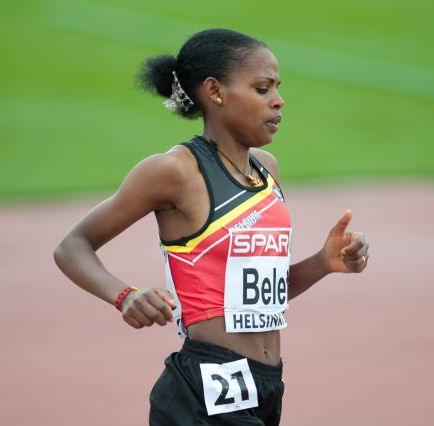
Almensh Belete belegte Rang 21
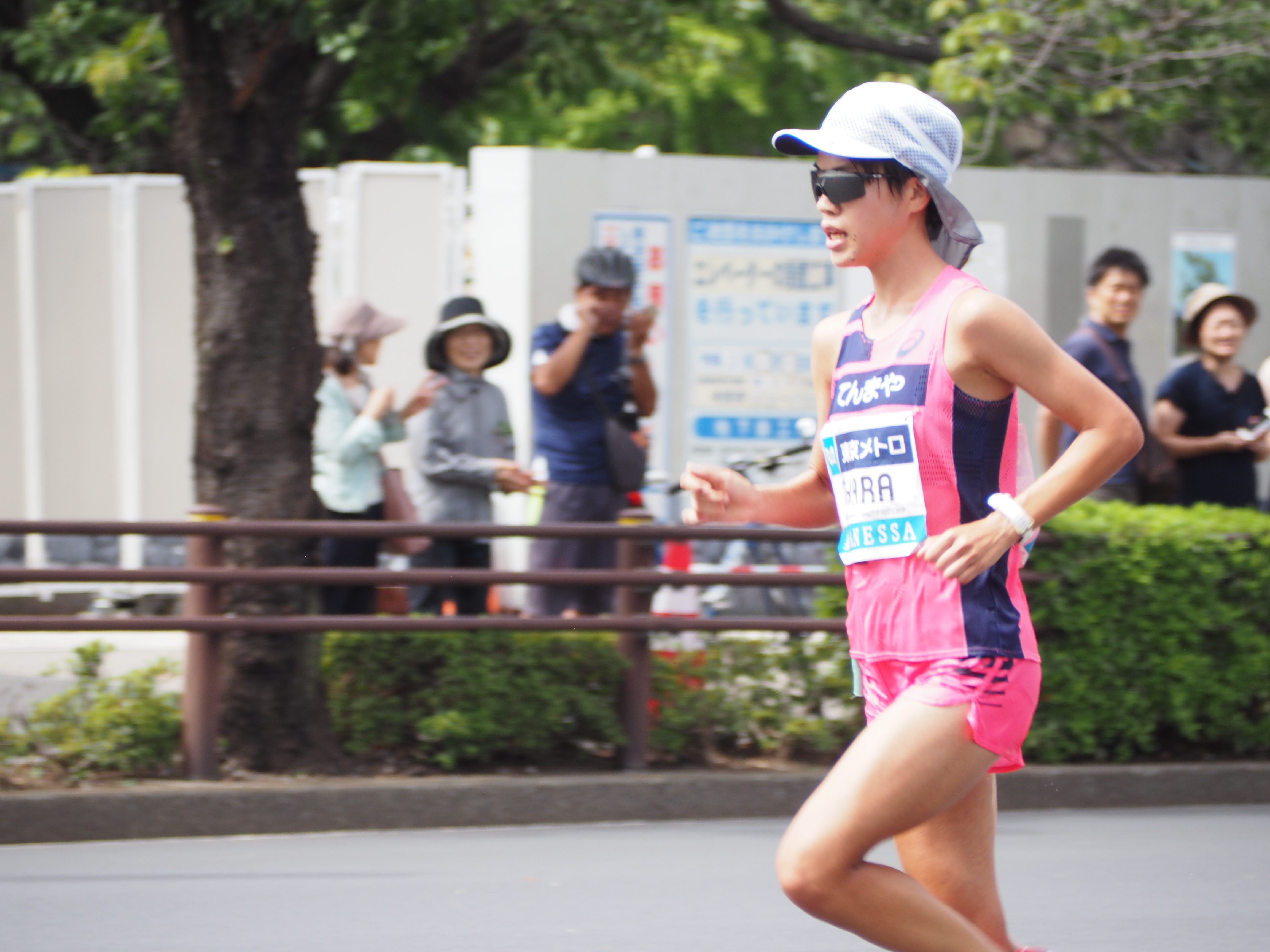
Rei Ohara – Rang 22
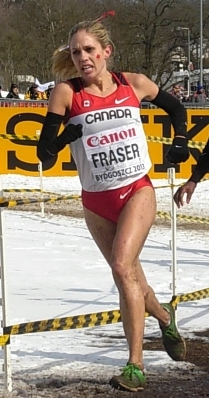
Platz 23 für Natasha Wodak
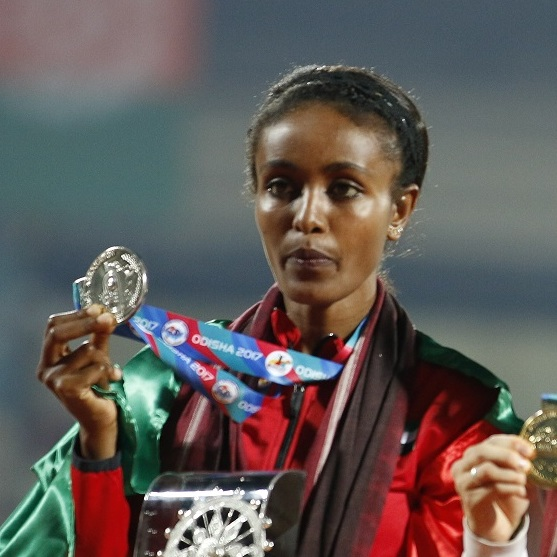
Alia Saeed Mohammed gab das Rennen auf

## Video
- 10000m FINAL Last Laps World Championships Beijing 2015. youtube.com, abgerufen am 19. Februar 2021